# Episodi di Doctor Who (serie televisiva 1963) (settima stagione)
Questa voce contiene l'elenco dei 25 episodi della settima stagione della serie TV Doctor Who, la prima interpretata da Jon Pertwee nel ruolo del Terzo Dottore. Nel cast della stagione figura anche Caroline John nel ruolo della compagna di viaggio del Dottore, Elizabeth "Liz" Shaw. Questi episodi, i primi della serie a essere realizzati e trasmessi a colori, nel Regno Unito sono andati in onda dal 3 gennaio al 20 giugno 1970 e sono invece del tutto inediti in Italia.
Come per tutte le stagioni della serie classica, gli episodi vengono suddivisi in "macrostorie" (in inglese, serial) con una propria continuità narrativa e un proprio titolo, qui indicato nella colonna "Titolo serial" della tabella.
| nº | Titolo originale                 | Titolo italiano | Prima TV UK      | Prima TV Italia | Titolo serial                |
| -- | -------------------------------- | --------------- | ---------------- | --------------- | ---------------------------- |
| 1  | Spearhead from Space I           |                 | 3 gennaio 1970   | inedito         | Spearhead from Space         |
| 2  | Spearhead from Space II          |                 | 10 gennaio 1970  | inedito         | Spearhead from Space         |
| 3  | Spearhead from Space III         |                 | 17 gennaio 1970  | inedito         | Spearhead from Space         |
| 4  | Spearhead from Space IV          |                 | 24 gennaio 1970  | inedito         | Spearhead from Space         |
| 5  | Doctor Who and the Silurians I   |                 | 31 gennaio 1970  | inedito         | Doctor Who and the Silurians |
| 6  | Doctor Who and the Silurians II  |                 | 7 febbraio 1970  | inedito         | Doctor Who and the Silurians |
| 7  | Doctor Who and the Silurians III |                 | 14 febbraio 1970 | inedito         | Doctor Who and the Silurians |
| 8  | Doctor Who and the Silurians IV  |                 | 21 febbraio 1970 | inedito         | Doctor Who and the Silurians |
| 9  | Doctor Who and the Silurians V   |                 | 28 febbraio 1970 | inedito         | Doctor Who and the Silurians |
| 10 | Doctor Who and the Silurians VI  |                 | 7 marzo 1970     | inedito         | Doctor Who and the Silurians |
| 11 | Doctor Who and the Silurians VII |                 | 14 marzo 1970    | inedito         | Doctor Who and the Silurians |
| 12 | The Ambassadors of Death I       |                 | 21 marzo 1970    | inedito         | The Ambassadors of Death     |
| 13 | The Ambassadors of Death II      |                 | 28 marzo 1970    | inedito         | The Ambassadors of Death     |
| 14 | The Ambassadors of Death III     |                 | 4 aprile 1970    | inedito         | The Ambassadors of Death     |
| 15 | The Ambassadors of Death IV      |                 | 11 aprile 1970   | inedito         | The Ambassadors of Death     |
| 16 | The Ambassadors of Death V       |                 | 18 aprile 1970   | inedito         | The Ambassadors of Death     |
| 17 | The Ambassadors of Death VI      |                 | 25 aprile 1970   | inedito         | The Ambassadors of Death     |
| 18 | The Ambassadors of Death VII     |                 | 2 maggio 1970    | inedito         | The Ambassadors of Death     |
| 19 | Inferno I                        |                 | 9 maggio 1970    | inedito         | Inferno                      |
| 20 | Inferno II                       |                 | 16 maggio 1970   | inedito         | Inferno                      |
| 21 | Inferno III                      |                 | 23 maggio 1970   | inedito         | Inferno                      |
| 22 | Inferno IV                       |                 | 30 maggio 1970   | inedito         | Inferno                      |
| 23 | Inferno V                        |                 | 6 giugno 1970    | inedito         | Inferno                      |
| 24 | Inferno VI                       |                 | 13 giugno 1970   | inedito         | Inferno                      |
| 25 | Inferno VII                      |                 | 20 giugno 1970   | inedito         | Inferno                      |

## Spearhead from Space
- Diretto da: Derek Martinus
- Scritto da: Robert Holmes
- Dottore: Terzo Dottore (Jon Pertwee)
- Compagni di viaggio: Liz Shaw (Caroline John)
- Altri interpreti: Nicholas Courtney (Brigadiere Lethbridge-Stewart), Hugh Burden (Channing)

### Trama
Il Dottore, dopo la sua rigenerazione, forzata dai Signori del Tempo, viene esiliato sulla Terra. Giunto lì, barcolla fuori dal TARDIS e sviene, venendo trasportato in un ospedale vicino, dove la sua inusuale anatomia (il Dottore possiede tra l'altro due cuori) confonde i medici.
Nel frattempo, una pioggia di meteoriti investe la campagna inglese ed un bracconiere scopre, vicino al luogo dello schianto, un misterioso poliedro di materiale plastico. Per conto della UNIT, il Brigadiere Alistair Gordon Lethbridge-Stewart tenta di reclutare la dottoressa Elizabeth "Liz" Shaw per investigare sulla pioggia di meteoriti, ma è ostacolato dallo scetticismo della donna riguardo a presunte invasioni aliene. Inoltre il Brigadiere viene coinvolto in un altro mistero: non lontano da dove è avvenuta la pioggia di meteoriti un uomo, ricoverato in stato confusionale, afferma di essere il Dottore (che il Brigadiere ha incontrato l'ultima volta in The Invasion), nonostante non somigli affatto al Dottore che Lethbridge-Stewart conosceva.
Il misterioso poliedro si rivela essere un potenziamento per l'entità aliena nota come Coscienza Nestene, che, normalmente priva di un corpo fisico, ha una particolare affinità per la plastica, che dimostra creando gli Auton, manichini controllati da essa. Insediatasi in una fabbrica di manichini, la Coscienza trama per sostituire capi di stato ed altre figure chiave con perfette copie di plastica e manda gli Auton a recuperare il poliedro, consegnato dal bracconiere alla UNIT.
Il Dottore, dopo essere sfuggito ad un tentativo di rapimento da parte degli Auton, ritrova il TARDIS e scopre che questo è stato disabilitato dai Signori del Tempo, rendendolo così obbligato a rimanere sulla Terra. Riportato alla UNIT, riesce a convincere il Brigadiere della sua vera identità, nonostante il suo "cambio di aspetto", ed insieme a Liz scopre il piano della Coscienza Nestene. Purtroppo è troppo tardi e, per tutta la Gran Bretagna, gli Auton, che sembravano dei manichini, si attivano, iniziando ad uccidere le persone. Il Dottore, grazie ad un marchingegno da lui costruito, spera di riuscire a disattivarli.
Mentre la UNIT attacca battaglia con gli Auton al di fuori della fabbrica, sede della Coscienza Nestene, il Dottore e Liz riescono a penetrare al suo interno, trovando una creatura di plastica, simile ad una piovra, che la Coscienza ha creato con i potenziamenti come perfetta macchina da invasione. Mentre il Dottore la distrae, Liz usa l'apparecchio inventato da questo contro la creatura, "uccidendo" di fatto gli Auton, che tornano a far parte della coscienza collettiva da cui erano stati creati.
Il Brigadiere, temendo che gli Auton possano ritornare, chiede al Dottore, impossibilitato a viaggiare, di unirsi alla UNIT. Questi accetta e prende Liz come sua assistente.

### Continuity
- Né in The War Games, né in questo serial viene mai nominato il concetto di "rigenerazione", che comparirà per la prima volta in Planet of Spiders (1974).
- L'esilio del Dottore sulla Terra perdurerà fino alla decima stagione.
- In questo serial il personale dell'ospedale apprende con sgomento che il Dottore ha due cuori; tuttavia in The Wheel in Space, quando il Secondo Dottore si sottopose ad una visita medica, non venne fatto nessun commento riguardo alla sua anomalia.
- Gli Auton sarebbero ricomparsi in Terror of the Autons (1971), Rose (2005) e La Pandorica si apre/Il Big Bang (2010).

## Doctor Who and the Silurians
- Diretto da: Timothy Combe
- Scritto da: Malcom Hulke
- Dottore: Terzo Dottore (Jon Pertwee)
- Compagni di viaggio: Liz Shaw (Caroline John)
- Altri interpreti: Nicholas Courtney (Brigadiere Lethbridge-Stewart), Fulton Mackay (Dr. Quinn), Peter Miles (Dr. Lawrence)

### Trama
Un centro di ricerca sperimentale, costruito nelle grotte di Wenley Moor, sta subendo misteriosi cali di energia. La UNIT viene chiamata a investigare e il Dottore, Liz e il Brigadiere vengono inviati verso il complesso. Uno dei lavoratori del centro viene trovato morto, dilaniato da una sorta di artigli e quello che stava con lui rimane traumatizzato a tal punto da riuscire solo a disegnare sui muri della base orribili creature rettiliane. Sotto consiglio dell'ufficiale di sicurezza, che crede ci sia un sabotatore nel laboratorio, il Dottore indaga e viene attaccato nelle caverne da una creatura simile ad un dinosauro.
Analizzando il sangue della creatura, ottenuta durante la colluttazione, il Dottore vi nota diverse somiglianze con gli altri rettili; nel frattempo, il Dottore scopre l'ufficiale di sicurezza morto, ucciso da una delle creature che tenevano prigioniera, mentre Liz viene rapita dalle creature. 
Riuniti, il Dottore e Liz incontrano i Siluriani, una razza di creature simili a rettili, che rivelano che la loro razza, quando vide la Luna avvicinarsi alla Terra, si ibernò per sfuggire al disastro, ma a causa di un malfunzionamento vi rimase ibernata fino a quando la centrale non aveva iniziato la sua attività. I cali di energia erano dovuti alla ripresa di attività del meccanismo di ibernazione, che risucchiava energia dalla centrale.
Dopo aver sventato il piano dei Siluriani, che prevedeva di diffondere un virus che avrebbe spazzato via l'umanità, il Dottore riesce ad ibernarli nuovamente, sperando di risvegliarli in futuro per trovare un compromesso tra le due razze. Purtroppo il Brigadiere riceve ordini differenti e la UNIT fa esplodere la base dei Siluriani.

## The Ambassadors of Death
- Diretto da: Michael Ferguson
- Scritto da: David Whitaker, Trevor Ray e Malcolm Hulke
- Dottore: Terzo Dottore (Jon Pertwee)
- Compagni di viaggio: Liz Shaw (Caroline John)
- Altri interpreti: Nicholas Courtney (Brigadiere Lethbridge-Stewart), John Levene (Sergente Benton), John Albineri (Generale Charles Carrington), William Dysart (Reegan)

### Trama
Il programma spaziale britannico assiste al lancio della sonda Recovery 7, il cui obiettivo è rintracciare la sonda Mars 7, scomparsa con i suoi astronauti otto mesi prima. La Recovery 7 tenta di comunicare con l'altra sonda, ma la comunicazione fallisce per via di una misteriosa interferenza. Il Dottore e Liz si recano al Centro Spaziale per indagare sull'interferenza, che credono trattarsi di un messaggio in codice di origine aliena, e scoprono un altro messaggio di risposta, proveniente dalla Terra, inviato da un magazzino poco distante. La UNIT irrompe nel magazzino ed ingaggia uno scontro a fuoco con i soldati del Generale Charles Carrington. La Recovery 7, ritornata sulla Terra, viene presa in consegna dalla UNIT, ma le truppe di Carrington se ne impadroniscono grazie ad un'imboscata. Il Dottore riesce a rintracciare la sonda, solo per scoprire che è vuota ed il suo equipaggio è detenuto da qualche parte. Corrington si giustifica col Dottore, spiegandogli che le sue azioni servono unicamente a tutelare la vita degli astronauti, contagiati da radiazioni aliene.
Nel frattempo, un criminale chiamato Reegan rapisce i tre astronauti, uccidendo gli scienziati ed i soldati che li controllavano. Il Dottore e Liz, esaminando la scena, scoprono un livello di radiazioni che il tessuto umano non potrebbe contenere senza distruggersi e quindi deducono che i veri astronauti della Recovery 7 sono ancora in orbita e che quelli attuali sono in realtà degli alieni. Reegan costruisce un meccanismo in grado di controllare i tre alieni e li invia a compiere una strage al Centro Spaziale, uccidendone il personale e rapendo Liz. Il Dottore però riesce a fuggire pilotando la Recovery 7 e si aggancia ad un'enorme stazione spaziale vicino a Marte, dove trova i veri astronauti, che vengono detenuti lì. Un essere alieno si rivela al Dottore e spiega a quest'ultimo che i tre astronauti si trovano lì come pegno per il ritorno dei tre alieni, in realtà degli ambasciatori; tale patto è però stato rotto dal Generale Corrington, dopo che questo ha catturato gli ambasciatori. Per evitare lo scoppio di una guerra, il Dottore promette di risolvere l'incidente diplomatico e torna sulla Terra, dove viene narcotizzato e catturato da Reegan. Il criminale rivela il suo vero mandante, ovvero il Generale Corrington stesso. Quest'ultimo, ex-pilota della sonda Mars 7, aveva sviluppato un odio verso gli alieni, dopo che durante una trattativa, il suo secondo era rimasto ucciso da questi. Infatti, col macchinario costruito da Reegan, il generale ha ordinato l'uccisione del personale del Centro per mettere in cattiva luce gli alieni e progetta di far confessare a questi in diretta mondiale i loro piani di conquista del mondo, ottenendo così un pretesto per scatenare una guerra contro di loro.
Grazie all'intervento della UNIT e del Brigadiere, Corrington viene fermato ed arrestato assieme a Reegan, permettendo quindi agli ambasciatori di tornare nel loro pianeta, mentre i tre astronauti tornano sulla Terra.

## Inferno
- Diretto da: Douglas Camfield e Barry Letts
- Scritto da: Dan Houghton
- Dottore: Terzo Dottore (Jon Pertwee)
- Compagni di viaggio: Liz Shaw (Caroline John)
- Altri interpreti: Nicholas Courtney (Brigadiere Lethbridge-Stewart/Comandante di Brigata Lethbridge-Stewart), John Levene (Sergente Benton/Vicecomandante di Plotone Benton), Olaf Pooley (Professor Stahlman/Dottor Stahlmann)

### Trama
"Inferno" è il nome dato al progetto in grado di penetrare la crosta terrestre per raccogliere il Gas Stahlman, un'ipotetica fonte di energia, pulita e illimitata. L'esperimento, guidato dal professor Stahlman, ossessionato dal proprio progetto, e da Keith Gold, viene sovrinteso dalla UNIT. Anche il Dottore è presente e convoglia l'energia in eccesso per tentare di riparare il TARDIS e porre termine al suo esilio, impostogli dai Signori del Tempo.
L'esperimento subisce un'interruzione quando un lavoratore, venuto a contatto con una sostanza tossica, si trasforma in una creatura primordiale e attacca il personale del progetto, infettando anche Stahlman. Nel frattempo il Dottore, armeggiando con la console del TARDIS, scompare davanti agli occhi di Liz e del Brigadiere, ritrovandosi in un universo parallelo. In questa realtà, la Gran Bretagna è una repubblica sotto un regime fascista, la famiglia reale è stata uccisa ed esiste il "progetto Inferno", seppur messo in atto qualche anno prima del previsto dal direttore Stahlmann, controparte del professor Stahlman. Il Dottore viene creduto una spia e catturato dal "Comandante di Brigata" Lethbridge-Stewart, dalla "Capo-Sezione" Elizabeth Shaw e dal "Vicecomandante di Plotone" Benton, membri di una sorta di UNIT alternativa.
Dato che nella realtà alternativa Keith Gold è morto anni prima in un incidente, Stahlmann ha il completo controllo del progetto, che, essendo stato portato avanti in maniera ossessiva, inizia a causare terremoti e disastri. Stahlmann e il resto dello staff si rivelano essere Primordi, creature umanoidi. Dopo essere stato salvato dal "doppio" di Liz Shaw, il Dottore approfitta dello scontro creatosi per tornare nel proprio universo, determinato a fermare "Inferno". Il Dottore riesce nel suo intento e insieme alla UNIT ferma Stahlman, ormai trasformatosi in un Primordo.